# Buotama
A Buotama (oroszul: Буотама, vagy Botoma) folyó Oroszország ázsiai részén, Jakutföldön, a Léna jobb oldali mellékfolyója.

## Földrajz
Hossza: 418 km, vízgyűjtő területe: 12 600 km², évi közepes vízhozama: 41,4 m³/s.
Az Aldan-felföld északnyugati peremén és a Léna-felföldön folyikvégig. Vízgyűjtő területén több mint 200 tó van. 110 km-re Jakutszktól délre ömlik a Lénába, 1609 km-re annak torkolatától. 
Vízgyűjtő területének éghajlata mérsékelten kontinentális, csapadékban szegény; a terület nagy részét tajga,  mintegy 80%-ban szibériai vörösfenyőből álló világos tajga borítja. 
A folyó október–november körül befagy és április végén, május elején szabadul fel a jég alól. Tél végére a jégpáncél 2 m vastagra is meghízik. 
Partjain nincs jelentősebb állandó település. 